# 白石美帆の一合一会
『白石美帆の一合一会』（しらいしみほの いちごういちえ）はBSフジで2015年10月7日より水曜日夜9時55分 - 10時に放送されていたミニ番組である。月桂冠の一社提供。
日本の伝承料理である和食が、世界無形文化遺産として登録されるとともに、日本のサブカルチャー文化の定着、いわゆる「クールジャパン」戦略の影響で、近年、日本酒の世界的な価値が注目されつつある。この番組ではMCを務める白石美帆が小料理屋の女将にふんし、ゲストを交えて、日本酒・和食の魅力を再発見するというものである。
| BSフジ 水曜21:55 - 22:00 | BSフジ 水曜21:55 - 22:00 | BSフジ 水曜21:55 - 22:00 |
| 前番組                   | 番組名                   | 次番組                   |
| ------------------------ | ------------------------ | ------------------------ |
| ---                      | 白石美帆の一合一会       | ---                      |